# El padrino III
The Godfather Part III (en España, México y Uruguay, El padrino: Parte III; en el resto de Hispanoamérica, El padrino III) es una película estadounidense de crimen y drama de 1990, dirigida y producida por Francis Ford Coppola y basada en el guion coescrito por Mario Puzo y Coppola. El filme estuvo protagonizado por Al Pacino, Diane Keaton, Talia Shire y Andy García, e incluyó las actuaciones de Eli Wallach, Joe Mantegna, George Hamilton, Bridget Fonda y Sofia Coppola. Es la tercera y última parte de la trilogía de El padrino y secuela de El padrino y El padrino II. La tercera entrega completa la historia de Michael Corleone, el patriarca de la familia Corleone, que trata de legitimar su imperio criminal. Se incluyen tramas ficticias basadas en hechos reales, como la muerte del papa Juan Pablo I y el escándalo del banco papal de 1981-1982, vinculándolas con los negocios de Michael Corleone.
Si bien la cinta logró resultados favorables en la taquilla, obtuvo críticas mayoritariamente positivas y recibió siete nominaciones al Oscar, incluyendo mejor película, su éxito no se equiparó al de sus predecesoras. Al considerar la saga como una duología y la tercera parte como un epílogo, Coppola y Puzo intentaron titular el filme The Death of Michael Corleone, a lo que Paramount Pictures se negó. En 2020, en ocasión del trigésimo aniversario de la película, Coppola estrenó un nuevo montaje titulado Mario Puzo's The Godfather, Coda: The Death of Michael Corleone.

## Argumento
La última entrega de la saga Corleone empieza en 1979. Michael Corleone se encuentra en los finales de sus cincuenta años; sus hijos ya son adultos y no ha visto a su exesposa Kay Adams, que contrajo matrimonio con un juez, en ocho años. Tom Hagen ha muerto y su hijo, Andrew, se ha convertido en sacerdote.
El film comienza con una celebración, en donde Michael es galardonado por sus donaciones a la Iglesia católica. Esto es, en realidad, un intento de Michael para legitimar los negocios de la familia Corleone, habiendo vendido anteriormente todos sus casinos. Kay concurre a la celebración con el único objetivo de persuadir a Michael para que permita que Anthony, el hijo de ambos, desarrolle su vocación musical y abandone la carrera de derecho. Michael en parte se opone, deseando que Anthony complete su formación en derecho, pero Anthony le hace saber a su padre que jamás lo ayudará con los negocios de la familia. Una vez que Anthony abandona la oficina de su padre, Michael y Kay discuten, resurgiendo las viejas hostilidades entre ambos. Kay sigue reprochándole a Michael su pasado criminal, mientras Michael afirma que todo lo que hizo fue por su familia. Sus argumentos condujeron a una especie de tregua: Kay le insiste a Michael para permita que Anthony elija su propio camino, a lo cual él accede desanimadamente. Kay se lo agradece y se marcha.
Durante la celebración se presentan ante Michael su sobrino Vincent Mancini (hijo natural de su hermano Sonny) y Joey Zasa. Zasa pretende felicitar a Michael por el galardón recibido, pero debido al odio entre Vincent y Zasa, se produce una riña en la oficina de Michael, en donde Vincent hiere a Zasa mordiéndole la oreja. Luego del incidente, Michael, bajo la insistencia de su hermana Connie, toma a Vincent como su protegido y le permite ser su guardaespaldas personal. En esta celebración es en donde se hacen evidentes los sentimientos de Vincent por Mary, la hija de Michael (por ende, la prima de Vincent). Más tarde, luego de la celebración, Zasa envía a dos asesinos al apartamento de Vincent como venganza, pero Vincent descubre a los intrusos y los neutraliza.
Michael revela su interés en adquirir la compañía europea Internazionale Immobiliare para finalizar con el proceso de legitimación de los negocios de la familia. Don Licio Lucchesi y Frederick Keinszig se oponen y obstaculizan el trato con la ayuda encubierta del arzobispo Gilday, a quien Michael considera como su socio. Las negociaciones se complican debido al delicado estado de salud del papa Pablo VI, cuya ratificación es indispensable para finalizar el trato. Además de las obstrucciones de Lucchesi y Keinszig, Michael es presionado por los cabecillas de otras familias criminales, quienes desean participar en la futura transacción entre la familia Corleone y el Vaticano. Michael no está interesado en asociarse con ellos, solo desea que su familia obtenga ganancias legítimas sin la intervención de personas ajenas a su clan.
Sin embargo, y como muestra de paz, Michael le solicita a Don Osvaldo Altobello que gestione un encuentro con los otros dones para poder distribuir, entre ellos, el dinero remanente de las inversiones en los negocios de la familia Corleone. Es en esta congregación de la mafia donde Zasa (que no recibió nada) y Altobello intentan asesinarlo, disparando largas ráfagas de metralla desde un helicóptero artillado. Michael logra huir ileso del atentado, pero los demás dones resultan muertos en el ataque. Esa misma noche, Michael sufre un ataque diabético como resultado de las circunstancias, siendo hospitalizado en estado crítico, entendiendo que Altobello lo traicionó y preparó el atentado, en complicidad con Joey Zasa. Connie, bajo la sensación de impotencia por ver a su hermano Michael inconsciente en una camilla, le da su aprobación a Vincent para que mate a Zasa, lo que se cumple eficazmente en el transcurso de una procesión en Little Italy (Nueva York): los guardaespaldas de Zasa son aniquilados primero y cuando él huye es muerto de tres balazos por Vincent disfrazado de un miembro de la policía montada.
Durante su recuperación, Michael se entera de que Joey Zasa fue asesinado, encolerizándose debido a que esa acción no fue ordenada por él y que no se encontraba dentro de sus planes. Hace prometer a Connie y a Vincent que nunca más darán esa clase de orden sin su consentimiento. En esta oportunidad, Michael le hace saber a Vincent que desaprueba su relación con Mary, hecho que nunca consentiría mientras él estuviera con vida.
Mientras Michael está internado en el hospital, Kay lo visita para informarle que Anthony realizará su debut operístico en Sicilia. Posteriormente, Michael viaja a la región italiana para presenciar la obra en donde su hijo actuará (Cavalleria rusticana) y para consultar con su viejo amigo y confidente, Don Tommasino. Tommasino le sugiere que se entreviste con el cardenal Lamberto, un sacerdote a quien Tommasino considera un hombre confiable. Michael se reúne con Lamberto y siente una inmediata conexión con él, expresándole sus temores sobre Lucchesi y Keinszig. Lamberto, quien está en carrera para convertirse en el próximo papa, le solicita a Michael que se confiese. Michael, en un principio, siente que podría ser un gesto desesperado, pero termina confesando sus peores pecados. Michael rompe en llanto cuando confiesa que ordenó el asesinato de Fredo, su hermano. Lamberto considera que sus pecados son terribles y que su sufrimiento es justo, pero también siente que Michael está verdaderamente arrepentido por su conducta pecaminosa y le da la absolución. Poco después, Michael conoce que la Immobiliare es una estafa dirigida por Gilday, Lucchesi y Keinszig.
Don Tommasino es asesinado por Mosca, un mercenario siciliano que Don Altobello contrató para eliminar a Michael. Vincent se presenta ante Michael, requiriendo la orden de matar a Altobello (para lo cual le indica que se infiltre en su círculo usando de excusa su prohibida relación con Mary). Exhausto, Michael le entrega el título de don a Vincent bajo la condición que termine su relación sentimental con Mary, no sin mencionar que es el precio que debe pagar por la vida que elige. Vincent acepta y Michael proclama a Vincent como el nuevo don de la famiglia Corleone, y que desde ese momento se llamará Vincent Corleone. Mientras tanto, el papa Pablo VI muere y el cardenal Lamberto es elegido como su sucesor bajo el nombre de papa Juan Pablo I.
La película alcanza su clímax en el Teatro Massimo de Palermo, donde Anthony hace su debut. Sabiendo que un asesino contratado se encuentra en el recinto para asesinar a Michael, Vincent ordena que dos guardaespaldas patrullen el edificio durante el espectáculo. Poco antes de comenzar la obra, Connie Corleone le entrega a Don Altobello una caja con cannolis envenenados, de modo que, en medio de la función, Don Altobello sucumbe en un palco cercano al de Michael. Vincent también ordena la muerte del arzobispo Gilday, de Don Lucchesi y de Kienzsig.
Durante la ópera, Michael es informado de que el nuevo papa está en peligro de muerte, pero concluye que no puede hacer nada para salvarlo y vuelve a su palco. Gilday es tiroteado en una escalera circular del Vaticano, Lucchesi es apuñalado con sus lentes y Keinszig es asfixiado y colgado en el balcón de su oficina para aparentar un suicidio. Sin embargo, es muy tarde para evitar el asesinato del nuevo papa: muere bebiendo una taza de té, aparentemente envenenada por Gilday. Una vez finalizada la obra, Vincent le comunica a Mary que su relación amorosa con ella terminó. Mary confronta a su padre en la escalinata principal del teatro, ofuscada por la interferencia de Michael en su relación sentimental con su primo Vincent. Es en este instante en donde Mosca, el asesino contratado por Don Altobello y que había asesinado antes a Don Tomassino (disfrazado de sacerdote), intenta asesinar a Michael. Saca de su bolsillo una pistola y dispara dos veces: ambos tiros se desvían, uno hiere apenas a Michael y el otro impacta en el pecho de Mary, dándole muerte. Una vez que Mosca es reducido, Vincent lo ejecuta de un balazo. Mientras tanto, toda la familia llora desesperadamente; Michael grita en llanto sobre el cadáver de su hija.
La trama finaliza con un viejo Michael Corleone en la más completa soledad, sentado en una silla en el jardín de la casa del difunto Don Tommasino en Sicilia, donde cae muerto, aparentemente por causas naturales.

## Reparto
- Al Pacino - Michael Corleone
- Diane Keaton - Kay Adams
- Talia Shire - Connie Corleone
- Andy García - Vincent Mancini
- Eli Wallach - Don Altobello
- Joe Mantegna - Joey Zasa
- George Hamilton - B.J. Harrison
- Sofia Coppola - Mary Corleone
- Bridget Fonda - Grace Hamilton
- Raf Vallone - Cardenal Lamberto
- Franc D'Ambrosio - Anthony Corleone
- Donal Donnelly - Arzobispo Gilday
- Richard Bright - Al Neri
- Al Martino - Johnny Fontane
- Helmut Berger - Frederick Keinszig
- Don Novello - Dominic Abbandando
- John Savage - Padre Andrew Hagen
- Franco Citti - Calò
- Mario Donatone - Mosca de Montelepre
- Vittorio Duse - Don Tommasino
- Enzo Robutti - Don Licio Lucchesi
- Michele Russo - Spara
- Robert Cicchini - Lou Pennino
- Rogerio Miranda - Armand
- Carlos Miranda - Francesco
- Vito Antuofermo - Anthony Squigliaro

## Producción

### Preproducción
Coppola sentía que las dos primeras películas alcanzaban para contar toda la historia de los Corleone. Su intención es que la tercera parte fuese un epílogo de las dos primeras. En otra ocasión, afirmó que solo la grave situación financiera causada por el fracaso de One from the Heart (1982) lo obligó a aceptar la sólida oferta de Paramount Pictures para hacer una tercera entrega. Coppola y Mario Puzo preferían el título The Death of Michael Corleone, pero Paramount no lo aceptó.
Al Pacino, Diane Keaton y Talia Shire repitieron sus papeles de las primeras dos películas de la saga. Según los comentarios de Coppola en The Godfather DVD Collection, Robert Duvall se negó a participar en el filme a menos que le pagaran un salario comparable al de Pacino. En 2004, en el programa 60 Minutes, Duvall dijo: «Si le pagan a Pacino el doble de lo que me pagan a mí, está bien, pero no tres o cuatro veces, que es lo que hicieron». Ya sin Duvall como Tom Hagen, Coppola reescribió el guion para adaptarlo al reparto, describiendo a Hagen como fallecido antes del comienzo de la historia y creó el personaje B.J. Harrison, interpretado por George Hamilton, para reemplazar a Hagen en la trama. Coppola declaró que la película se siente incompleta «sin la participación de [Robert] Duvall». Según Coppola, si Duvall hubiera aceptado participar en la cinta, el personaje de Hagen habría estado muy involucrado en la gestión de las organizaciones benéficas de Corleone. Duvall confirmó en una entrevista de 2010 que nunca se arrepintió de la decisión de rechazar su papel.
El primer borrador del guion había sido escrito por Dean Riesner en 1979, basado en una historia de Mario Puzo. El guion giraba en torno al hijo de Michael Corleone, Anthony, un oficial de la naval que trabaja para la CIA, y en la participación de la familia Corleone en un plan para asesinar a un dictador centroamericano. Casi ningún elemento de este primer guion se trasladó a la película final, pero una escena, en la que dos hombres irrumpen en la casa de Vincent, ya estaba en el borrador de Riesner.
Julia Roberts fue elegida originalmente como Mary, pero se retiró debido a falta de tiempo en su agenda. Madonna quería interpretar el papel, pero Coppola consideró que era demasiado mayor para el personaje. Rebecca Schaeffer estaba agendada para una audición, pero fue asesinada. Winona Ryder abandonó la película a último momento por agotamiento nervioso. Después de que se considerara a Annabella Sciorra y Laura San Giacomo, finalmente Sofia Coppola, la hija del director, se quedó con el papel de la hija de Michael Corleone. Su tan criticada actuación resultó en acusaciones de nepotismo contra su padre, un cargo que él negó, opinando que los críticos, «comenzando con un artículo en la revista Vanity Fair», utilizaron a su hija para atacarlo, algo que encontró irónico a la luz del desenlace de la película, cuando el personaje de Mary paga el precio máximo por los pecados de su padre.
A muy temprana edad, siendo aún una bebé, Sofia Coppola había aparecido como Michael Francis Rizzi, el sobrino recién nacido de Michael Corleone, en la escena del bautismo, al final de la primera película. Sofia Coppola también apareció en El padrino II, como una pequeña niña inmigrante en la escena donde Vito Corleone, de nueve años, llega en el barco a la Isla Ellis. El papel de la hermana de Michael, Connie, es interpretado por la hermana de Francis Ford Coppola, Talia Shire —siendo la tía de Mary en la película y en la vida real—. Otros familiares de Coppola que aparecen en la película incluyen a su madre, su padre —quien escribió y condujo gran parte de la música—, su tío y su nieta, Gia. Adicionalmente, Catherine Scorsese, madre de Martin Scorsese, tiene un pequeño papel en el filme.

## Recepción

### Taquilla
El padrino III recaudó 66,7 millones de dólares en Estados Unidos y Canadá, y 70,1 millones en otros territorios, alcanzando un total de 136,8 millones, con un presupuesto de 54 millones. El filme se estrenó en 1901 cines y recaudó 19,6 millones de dólares en su primer fin de semana, terminando segundo en la taquilla por detrás de Home Alone. En su segundo fin de semana recaudó 8,3 millones, terminando en tercer lugar.
Con el estreno del nuevo corte en diciembre de 2020, se proyectó en 179 cines y recaudó 52 000 dólares.

### Crítica
Al momento de su estreno, El padrino III, la película más esperada de la última década según Los Angeles Times, recibió críticas generalmente positivas, aunque muchos coincidieron en que no alcanzó el nivel de sus predecesoras. En el agregador de reseñas Rotten Tomatoes, el filme alcanzó un porcentaje de aprobación de 68 % basado en 63 reseñas, con un puntaje promedio de 6,4 sobre 10. El consenso del sitio indica: «La última entrega de la saga de El padrino recuerda el poder de sus predecesoras cuando se trata estrictamente de negocios, pero las actuaciones decepcionantes y la tonalidad confusa dan menos cierre a la historia de Corleone». En Metacritic la película recibió una puntuación media de 60 sobre 100, según 19 críticos, lo que indica «críticas mixtas o promedio». El teórico Ángel Faretta escribió en una nota: «Ante una cosa como El padrino III habría que tomarse un año de reflexión en un monasterio y después escribir. Porque esa película es el fin del cine: el fin como ‘el objetivo’, algo que el cine se propuso y finalmente alcanzó».
La intervención de Sofia Coppola como Mary Corleone resultó controversial y varios críticos la valoraron negativamente. Richard Corliss de Time dijo que «su falta de gracia está cerca de arruinar la película», mientras que Jami Bernard del New York Post responsabilizó al director, afirmando que «prácticamente arruinó su película al elegirla». Asimismo, Leonard Maltin, que le dio a la película tres de cuatro estrellas, declaró que la trama está «contada magistralmente», pero que elegir a Sofia Coppola fue un «error casi fatal». En su reseña, Gene Siskel opinó que «Coppola perjudicó a su trilogía al elegir a su inexperta hija Sofia en un papel clave como la protagonista romántica» y que el final fue la parte más débil de la película, sin embargo, elogió el filme en general y lo colocó en el décimo lugar de su lista de los diez mejores de 1990. El colega de Siskel, Roger Ebert afirmó que «no es posible entender esta película sin conocer las dos primeras». No obstante, Ebert escribió una crítica positiva, otorgando a la película tres estrellas y media sobre cinco, una mejor calificación de la que originalmente le dio a El padrino II. También defendió el casting de Sofia Coppola, afirmando: «No hay forma de predecir qué tipo de actuación Francis Ford Coppola podría haber obtenido de Winona Ryder, la experimentada y talentosa joven actriz, que originalmente iba a interpretar este papel. Pero creo que Sofia Coppola aporta una cualidad propia a Mary Corleone. Una cierta vulnerabilidad y simplicidad que creo que es apropiada y adecuada para el papel». En su reseña para The New Yorker, Pauline Kael comentó que Sofia Coppola «tiene una presencia encantadora e inusual; le da a la película un soplo de vida». Janet Maslin de The New York Times sostuvo: «La mayoría de las secuelas de películas son estrictamente opcionales. El padrino III es inevitable y, como tal, irresistible».
Posteriormente, la BBC iba a calificar El padrino III como un ejemplo de un filme «cuya reputación ha decaído a lo largo de las décadas». La revista The Hollywood Reporter publicó: «Las dos primeras películas están consideradas entre las mejores películas de todos los tiempos, por lo que la tercera iba a estar bajo un microscopio». Chris Nashawaty de Esquire reflexionó: «Por alguna razón misteriosa que no puedo explicar, el juicio convencional de la cultura popular sobre El padrino III es que es una mala película. No lo es. Supongo que puede faltarle grandeza si la comparas con los dos primeros capítulos de la serie. Pero según cualquier otra medida razonable, en realidad es bastante buena, ciertamente mucho mejor de lo que su reputación se ha empeñado en hacerte creer».

### Premios
El filme recibió siete nominaciones a los Premios Oscar, incluyendo mejor película, mejor director y mejor actor de reparto (García). Es la única entrega de la saga por la que Al Pacino no estuvo nominado al Oscar. A diferencia de sus antecesoras, la tercera parte no logró llevarse el Oscar a mejor película; al igual que la de El Señor de los Anillos, la trilogía El padrino fue candidata a mejor película por todas sus tres películas. Asimismo, la cinta fue candidata a siete Premios Globo de Oro, pero no logró llevarse ninguno. Sofia Coppola ganó dos Premios Golden Raspberry, como peor actriz de reparto y peor actriz debutante. 
La frase «Just when I thought I was out, they pull me back in» de Michael Corleone fue candidata para ser incluida en la lista 100 años... 100 frases del American Film Institute.
| Premio                  | Categoría                 | Candidatos                                                                     | Resultado  |
| ----------------------- | ------------------------- | ------------------------------------------------------------------------------ | ---------- |
| Oscar                   | Mejor película            | Francis Ford Coppola                                                           | Candidato  |
| Oscar                   | Mejor director            | Francis Ford Coppola                                                           | Candidato  |
| Oscar                   | Mejor actor de reparto    | Andy García                                                                    | Candidato  |
| Oscar                   | Mejor canción             | «Promise Me You'll Remember» (música de Carmine Coppola; letra de John Bettis) | Candidatos |
| Oscar                   | Mejor dirección artística | Dean Tavoularis y Gary Fettis                                                  | Candidatos |
| Oscar                   | Mejor fotografía          | Gordon Willis                                                                  | Candidato  |
| Oscar                   | Mejor montaje             | Barry Malkin, Lisa Fruchtman y Walter Murch                                    | Candidatos |
| Sindicato de Directores | Mejor dirección           | Francis Ford Coppola                                                           | Candidato  |
| Globo de Oro            | Mejor película - Drama    | Mejor película - Drama                                                         | Candidata  |
| Globo de Oro            | Mejor director            | Francis Ford Coppola                                                           | Candidato  |
| Globo de Oro            | Mejor actor - Drama       | Al Pacino                                                                      | Candidato  |
| Globo de Oro            | Mejor actor de reparto    | Andy García                                                                    | Candidato  |
| Globo de Oro            | Mejor guion               | Francis Ford Coppola y Mario Puzo                                              | Candidatos |
| Globo de Oro            | Mejor banda sonora        | Carmine Coppola                                                                | Candidato  |
| Globo de Oro            | Mejor canción             | «Promise Me You'll Remember» (música de Carmine Coppola; letra de John Bettis) | Candidatos |

## Antecedentes históricos
Algunas partes de la película se basan muy libremente en hechos históricos reales relacionados con el final del papado de Pablo VI, el muy breve periodo de Juan Pablo I en 1978 y el colapso del Banco Ambrosiano en 1982. Como el personaje del cardenal Lamberto, quien se convierte en Juan Pablo I, el Juan Pablo I de la vida real, Albino Luciani, reinó por muy poco tiempo antes de ser encontrado muerto en su cama.
El periodista David Yallop sostuvo que Luciani estaba planeando una reforma de las finanzas del Vaticano y que murió envenenado; estas afirmaciones se reflejan en la película. Yallop también nombró como sospechoso al arzobispo Paul Marcinkus, quien era el director del banco del Vaticano, como el personaje del arzobispo Gilday en la película. Sin embargo, aunque Marcinkus se destacaba por su físico fornido y sus orígenes en Chicago, Gilday es un delicado irlandés. El personaje también ha sido comparado con el cardenal Giuseppe Caprio, ya que estuvo a cargo de las finanzas del Vaticano durante el período aproximado en el que se basó la película.
El personaje de Frederick Keinszig, el banquero suizo que es asesinado y colgado debajo de un puente, se asemeja al destino —y apariencia física— de Roberto Calvi, el director del Banco Ambrosiano que fue encontrado colgado bajo el puente de Blackfriars en Londres en 1982 —no estaba claro si había sido un suicidio o un asesinato; más tarde, los tribunales en Italia dictaminaron la segunda opción—. El apellido «Keinszig» fue tomado de Manuela Kleinszig, la novia de Flavio Carbone, quien en 2005 fue acusado como uno de los asesinos de Calvi.

## Formato doméstico
Según declaraciones de Francis Ford Coppola en el DVD de la trilogía, Paramount Pictures fue brevemente controlado por el Banco del Vaticano. El padrino III fue publicada en DVD por Argentina Video Home en un lote titulado El Padrino: The Coppola Restoration en marzo de 2009. Fue reeditada en el mismo país por SBP en el marco del cuadragésimo quinto aniversario de la serie en enero de 2019.

## Secuela cancelada
Coppola declaró que se discutió la idea de una cuarta película, pero Mario Puzo murió antes de que pudieran escribirla. Un guion potencial, de una narrativa similar a la segunda parte, habría incluido a De Niro retomando su papel como un joven Vito Corleone en la década de 1930; Leonardo DiCaprio interpretaría a un joven Sonny Corleone ganando el poder político de la familia Corleone; García repetiría su papel de Vincent Corleone durante la década de 1980 dirigiendo el negocio familiar a través de una destructiva guerra de diez años, perseguido por la muerte de su prima Mary y, finalmente, perdiendo el respeto y el poder de la familia. Desde entonces, García ha afirmado que el guion de la película casi se produjo.
El material de Puzo sobre la posible secuela, que trata sobre la familia Corleone a principios de la década de 1930, finalmente se desarrolló en una novela de Edward Falco y se publicó en 2012 como The Family Corleone. Paramount demandó a los herederos de Puzo para evitar la publicación de la novela, lo que provocó una contrademanda por parte de los herederos alegando incumplimiento de contrato. Posteriormente, el estudio y los herederos resolvieron las discrepancias, permitiendo la publicación del libro, pero el estudio retuvo los derechos de posibles futuras películas.

## Nuevo montaje
En septiembre de 2020, en ocasión del aniversario número treinta del filme, se anunció que un nuevo montaje, titulado Mario Puzo's The Godfather, Coda: The Death of Michael Corleone, iba a ser estrenado el 4 de diciembre de 2020, seguido de una edición en Blu-ray el 8 de diciembre. Coppola modificó el comienzo y el final, y reeditó escenas y la música, alcanzando un total de 158 minutos de duración, a diferencia de los 162 minutos del filme original. El director afirmó que esta es la versión que él y Puzo habían imaginado en un principio y que «reivindica» su estatus entre la trilogía y la actuación de su hija Sofia. Tanto Pacino como Keaton dieron su aprobación al nuevo montaje de la película y lo señalaron como una mejora con respecto a la película original.
En Rotten Tomatoes, esta versión alcanzó un porcentaje positivo de 90 % basado en cuarenta y dos reseñas, con un promedio de 7,7 sobre 10. El consenso de los críticos del sitio web dice: «The Godfather, Coda: The Death of Michael Corleone lleva al público de nuevo a la épica saga de gangsters de Francis Ford Coppola con una versión recién —aunque ligeramente— editada de su última entrega». En Metacritic, a la película se le asignó una puntuación de 76 sobre 100, según trece reseñas, que indica «reseñas generalmente favorables».
El periódico The Guardian calificó al filme con tres sobre cinco estrellas y comentó: «No estoy seguro de cuánto, si algo, hace la reedición de Coppola por la película, pero vale la pena verla». Owen Gleiberman de Variety escribió: «Es la misma maldita película. No estoy exagerando, realmente lo es. El único cambio impactante es la nueva escena de apertura». Escribiendo para IndieWire, David Ehrlich dijo: «Pero cuando se anunció que el inquieto padre [Coppola] había armado una nueva versión de su causa célebre más famosa y la había rebautizado con el título que siempre había querido para la película... no estaba tratando de hacerla 'mejor' tanto como estaba tratando de cambiar su lugar en la historia y reformular la cinta menos como la tercera parte de una trilogía defectuosa y más como la posdata de una díada legendaria». Richard Brody de The New Yorker reivindicó la participación de Sofia Coppola, comentando que su actuación había sido «equivocada, absurda y frenéticamente vilipendiada por muchos críticos al momento del estreno de la película». Además añadió que «su actuación trémulamente expresiva, que resultó tan idiosincráticamente discreta y de hecho inusual, se muestra ahora como completamente contemporánea».